# بير هاغن
بير هاغن (بالنرويجية البوكمول: Per Hagen)‏ هو سياسي نرويجي، ولد في 27 أغسطس 1899، وتوفي في 4 أكتوبر 1983. حزبياً، نشط في حزب المحافظين. وقد انتخب نائب عضو برلمان النرويج ‏.